# Фирсбах
Фирсбах (њем. Fiersbach) општина је у њемачкој савезној држави Рајна-Палатинат. Једно је од 119 општинских средишта округа Алтенкирхен (Вестервалд). Према процјени из 2010. у општини је живјело 287 становника. Посједује регионалну шифру (AGS) 7132031.

## Географски и демографски подаци
Фирсбах се налази у савезној држави Рајна-Палатинат у округу Алтенкирхен (Вестервалд). Општина се налази на надморској висини од 270 метара. Површина општине износи 3,0 km². У самом мјесту је, према процјени из 2010. године, живјело 287 становника. Просјечна густина становништва износи 94 становника/km².